# عزلة الثلث (بني مطر)

تعديل مصدري - تعديل

عزلة الثلث هي إحدى عزل مديرية بني مطر في محافظة صنعاء اليمنية ويبلغ تعداد سكانها 6518 نسمة حسب التعداد السكاني في اليمن لعام 2004.

## روابط خارجية
- الجهاز المركزي للإحصاء بالجمهورية اليمنية
- المركز الوطني للمعلومات باليمن
- World Gazetteer:Yemen
- الدليل الشامل